# Ланько Ігор Сидорович
Ланько́ Ігор Си́дорович (26 жовтня 1925, Іванівка — 10 лютого 2003, Київ) — український радянський архітектор, кандидат архітектури з 1964 року; почесний член Української академії архітектури.

## Біографія
Народився 26 жовтня 1925 року в селі Іванівці (нині Полтавський район Полтавської області, Україна). У 1950 році закінчив Київський інженерно-будівельний інститут.
Працював архітектором у Києві, зокрема, у Зональному науково-дослідному інституті експериментального проектування. Член КПРС з 1969 року.
Помер у Києві 10 лютого 2003 року.

## Архітектурна діяльність
Обґрунтував та створив перші у вітчизняній практиці системи архітектурних виробів з алюмінію та протягом 1970—1985 років впровадив їх у виробництво на нових спеціалізованих заводах. Автор проєктів:
- павільйонів «Зерно» та «Юннати» на Виставці досягнень народного господарства УРСР (1956—1957);
- готелю «Турист» у Львові (1968);
- пансіонат у Трускавці (1980);

пам'ятники
- Миколі Островському у Шепетівці (1966, скульптор Валентин Зноба);
- Володимиру Леніну в Луцьку (1968, скульптор Олексій Олійник);
- монумент Перемоги у Кривому Розі (1969, скульптори Микола Красотін, Борис Климушко, Євген Горбань);
- героям, що загинули під час німецько-радянської війни у селі Медвині (1970, скульптор Олексій Олійник);
- Григорію Петровському у Києві (1971, скульптор Олексій Олійник);
- засновникові першої польської робітничої партії «Пролетаріат» Людвіку Варинському у селі Мартинівці (1971, скульптор Олександр Скобліков);
- морякам Дніпровської флотилії у Києві (1980);
- меморіал жертвам фашизму у Золотоноші (1988, разом з Олександром Ренькасом і Олексієм Заваровим; скульптор Борис Микитенко)[1].

|                           |                     |                           |                          |                                                    |                       |
| пам'ятник М. Островському | пам'ятник у Медвині | пам'ятник Г. Петровському | пам'ятник Л. Варинському | пам'ятник морякам Дніпровської військової флотилії | меморіал у Золотоноші |

Автор наукових праць з питань архітектури.